# Myresjö/Vetlanda FK
Myresjö/Vetlanda FK (MVFK) är en idrottsförening från Myresjö i Vetlanda kommun. 

## Myresjö IF på 1980- och 90-talet
På 80-talet och 90-talet pendlade Myresjö IF mellan division 2 (III) och division 1 (II). En av de mest framgångsrika spelare under denna period var Dejan Prvulovic som gjorde 386 matcher och 117 mål för MIF.

## Myresjö IF/Vetlanda FK (sedan 2013)
Föreningen bildades 2013 som ett gemensamt representationslag för Myresjö IF, Vetlanda FF och Bäckseda IF. Målet med sammanslagningen var att ta klivet upp i division 2. Trots att det hittills (2017) inte blivit någon uppflyttning har MVFK varit ett topplag i division 3 nordöstra Götaland sedan MVFK bildades. 2014 nådde laget en andraplats genom en 2-1-seger mot BK Derby i sista matchen vilket berättigade till kvalspel till division 2. Dock föll MVFK efter 1-2 hemma och 1-3 borta mot Osby. Samma höst kvalade laget in till svenska cupens gruppspel våren 2015 vilket får anses vara en av de största framgångarna på senare år. Myresjö/Vetlanda åkte dock ut i gruppen efter möten mot bland andra IFK Göteborg och Ljungskile. Å andra sidan var publiksiffrorna på drygt 2 000 en behållning. Den efterföljande säsongen (2015) slutade laget trea efter seger i sista matchen mot Nässjö, vilket trots allt bedömdes som en godkänd insats. 2016 var MVFK mycket nära för uppflyttning och missade kvalspel till division 2 enbart på grund av sämre måskillnad mot Högsby IK. Hösten 2016 spelade Myresjö/Vetlanda i Svenska cupens första omgång mot Östers IF men förlorade med 5-0 på Myrvalla.

## Tabellplaceringar

### Placeringar 1998-2012 (som Myresjö IF)
| Säsong | Liga       | Avdelning          | Nivå | Placering | Målskillnad | Poäng |
| ------ | ---------- | ------------------ | ---- | --------- | ----------- | ----- |
| 1998   | Division 2 | Östra Götaland     | III  | 2         |             | 45    |
| 1999   | Division 2 | Östra Götaland     | III  | 7         | 32-29       | 32    |
| 2000   | Division 2 | Östra Götaland     | III  | 2         | 45-30       | 43    |
| 2001   | Division 2 | Östra Götaland     | III  | 9         | 33-35       | 26    |
| 2002   | Division 2 | Östra Götaland     | III  | 6         | 35-35       | 31    |
| 2003   | Division 2 | Östra Götaland     | III  | 4         | 36-32       | 37    |
| 2004   | Division 2 | Östra Götaland     | III  | 5         | 45-40       | 34    |
| 2005   | Division 2 | Mellersta Götaland | III  | 5         | 28-33       | 31    |
| 2006   | Division 1 | Södra              | III  | 12        | 27-42       | 29    |
| 2007   | Division 2 | Mellersta Götaland | IV   | 3         | 38-30       | 39    |
| 2008   | Division 2 | Östra Götaland     | IV   | 2         | 51-30       | 45    |
| 2009   | Division 2 | Mellersta Götaland | IV   | 10        | 37-42       | 23    |
| 2010   | Division 3 | Nordöstra Götaland | V    | 4         | 40-29       | 43    |
| 2011   | Division 3 | Nordöstra Götaland | V    | 2         | 43-34       | 40    |
| 2012   | Division 2 | Östra Götaland     | IV   | 12        | 25-56       | 13    |

Källa: www.svenskfotboll.se, sökord: Myresjö/Vetlanda FK

### Placeringar sedan 2013 (som Myresjö/Vetlanda FK)
| Säsong | Liga       | Avdelning          | Nivå | Placering | Målskillnad | Poäng | Övrigt                                 |
| ------ | ---------- | ------------------ | ---- | --------- | ----------- | ----- | -------------------------------------- |
| 2013   | Division 3 | Sydöstra Götaland  | V    | 3         | 43-23       | 40    |                                        |
| 2014   | Division 3 | Nordöstra Götaland | V    | 2         | 50-25       | 43    | Förlorat kval till division 2 mot Osby |
| 2015   | Division 3 | Nordöstra Götaland | V    | 3         | 46-27       | 44    | Deltagande i svenska cupens gruppspel  |
| 2016   | Division 3 | Nordöstra Götaland | V    | 3         | 38-24       | 43    |                                        |
| 2017   | Division 3 | Nordöstra Götaland | V    | 3         | 42-40       | 42    |                                        |
| 2018   | Division 3 | Nordöstra Götaland | V    | 9         | 42-56       | 23    | Nedflyttning till division 4           |